# MTV Europe Music Awards 2008
Gala MTV Europe Music Award 2008 odbyła się 6 listopada 2008 roku w Echo Arenie w Liverpoolu. Nominacje zostały oficjalnie ogłoszone 29 września. Główną prowadzącą była Katy Perry oraz zespół 30 Seconds to Mars, który przeprowadzał wywiady określane jako „Dziwne rzeczy, które robią ludzie”. Jedynymi artystami europejskimi, którzy zdobyli nagrody byli w 2008 roku byli: Tokio Hotel (Niemcy), Emre Aydın (Turcja), Rick Astley i Paul McCartney (Wielka Brytania), a także zwycięzcy regionalni. Największymi wygranymi gali byli Britney Spears i 30 Seconds to Mars, którzy zdobyli po dwie nagrody.

## Występujący
- Katy Perry – „I Kissed a Girl” – występ rozpoczynający galę
- Beyoncé – „If I Were a Boy”
- Take That – „Greatest Day”
- The Killers – „Human”
- Kanye West – „Love Lockdown”
- Estelle & Kanye West – „American Boy”
- The Ting Tings – „That's Not My Name”
- Kid Rock – „So Hott” / „All Summer Long”
- Duffy – „Mercy”
- Pink – „So What”
- Katy Perry – „Hot N Cold” – występ kończący galę

### Wykonawcy regionalni
- Najlepszy wykonawca adriatycki: Elvir Laković
- Najlepszy wykonawca portugalski: Buraka Som Sistema – „Sound of Kuduro” / „Luanda” / „Lisboa”
- Najlepszy wykonawca bałtycki: Happyendless – „Power Forever”
- Najlepszy wykonawca norweski: Erik og Kriss
- Najlepszy wykonawca arabski: Karl Wolf – „Butterflies”
- Najlepszy wykonawca turecki: Emre Aydın – „Afili Yalnızlık”
- Najlepszy wykonawca izraelski: Sziri Majmon – „Now That You’re Gone”
- Najlepszy wykonawca brytyjski: Leona Lewis – „Bleeding Love”
- Najlepszy wykonawca włoski: Finley – „Niente Da Perdere”
- Najlepszy wykonawca rosyjski: Dima Bilan – „Believe”
- Najlepszy wykonawca niemiecki: Fettes Brot – „Bettina (Zieh Dir Bitte Etwas an)”

## Prezenterzy
- 30 Seconds to Mars
- Anastacia
- Bono
- Tim Cahill
- Craig David
- Dirk
- Estelle
- Tiziano Ferro
- Perez Hilton
- Grace Jones
- Kerry Katona
- Solange Knowles
- Leona Lewis
- Travis McCoy
- Michael Owen
- Kelly Rowland
- Sugababes
- Lauri Ylönen

## Kategorie główne

### Artysta 2008 roku
- Coldplay
- Leona Lewis
- Rihanna
- Britney Spears
- Amy Winehouse

### Najbardziej uzależniający utwór
- Coldplay – „Viva la Vida”
- Duffy – „Mercy”
- Kid Rock – „All Summer Long”
- Pink – „So What”
- Katy Perry – „I Kissed a Girl”

### Gwiazda wideo
- 30 Seconds to Mars – „A Beautiful Lie”
- Madonna feat. Justin Timberlake & Timbaland – „4 Minutes”
- Santogold – „L.E.S. Artistes”
- Snoop Dogg – „Sensual Seduction”
- Weezer – „Pork and Beans”

### Album roku
- Coldplay – Viva la Vida or Death and All His Friends
- Duffy – Rockferry
- Alicia Keys – As I Am
- Leona Lewis – Spirit
- Britney Spears – Blackout

### Najlepszy nowy artysta
- Miley Cyrus
- Duffy
- Jonas Brothers
- Katy Perry
- OneRepublic

### Najlepszy zespół rockowy
- 30 Seconds to Mars
- Linkin Park
- Metallica
- Paramore
- Slipknot

### Najlepszy wykonawca muzyki miejskiej
- Beyoncé
- Chris Brown
- Alicia Keys
- Lil Wayne
- Kanye West

### Najlepszy występ na żywo
- The Cure
- Foo Fighters
- Linkin Park
- Metallica
- Tokio Hotel

### Ulubiony artysta europejski
- Emre Aydın
- Finley
- Dima Bilan
- Leona Lewis
- Sziri Majmon

### Najlepszy wykonawca wszech czasów
- Christina Aguilera
- Rick Astley
- Green Day
- Britney Spears
- Tokio Hotel
- U2

## Kategorie regionalne

### Najlepszy nowy brytyjski i irlandzki wykonawca
- Adele
- Duffy
- Leona Lewis
- The Ting Tings
- The Wombats

### Najlepszy niemiecki wykonawca
- Die Ärzte
- Fettes Brot
- MIA.
- Sido
- Söhne Mannheims

### Najlepszy wykonawca duński
- Alphabeat
- Infernal
- L.O.C.
- Suspekt
- Volbeat

### Najlepszy wykonawca fiński
- Anna Abreu
- Children Of Bodom
- Disco Ensemble
- HIM
- Nightwish

### Najlepszy norweski wykonawca
- Erik og Kriss
- Ida Maria
- Kakkmaddafakka
- Karpe Diem
- Madcon

### Najlepszy wykonawca szwedzki
- Kleerup
- Lazee
- Veronica Maggio
- Neverstore
- Adam Tensta

### Najlepszy wykonawca włoski
- Baustelle
- Fabri Fibra
- Finley
- Marracash
- Sonohra

### Najlepszy wykonawca holenderski i belgijski
- Alain Clark
- De Jeugd van Tegenwoordig
- Kraak & Smaak
- Pete Philly & Perquisite
- Room Eleven

### Najlepszy wykonawca francuski
- BB Brunes
- Feist
- David Guetta
- Sefyu
- Zaho

### Najlepszy polski wykonawca
- Afromental
- Kasia Cerekwicka
- Ania Dąbrowska
- Feel
- Hey

### Najlepszy hiszpański wykonawca
- Amaral
- Pereza
- Porta
- Pignoise
- La Casa Azul

### Najlepszy wykonawca rosyjski
- Band’Eros
- Dima Bilan
- Sergey Lazarev
- Timati
- Nastya Zadorozhnaya

### Najlepszy rumuński i mołdawski wykonawca
- Andra
- Crazy Loop
- Morandi
- Smiley
- Tom Boxer feat. Anca Parghel & Fly Project

### Najlepszy wykonawca portugalski
- Buraka Som Sistema
- Rita Redshoes
- Sam The Kid
- Slimmy
- The Vicious Five

### Najlepszy wykonawca adriatycki
- T.B.F.
- Jinx
- Elvir Laković Laka
- Leeloojamais
- Marčelo

### Najlepszy wykonawca bałtycki
- Detlef Zoo
- Happyendless
- Jurga
- Kerli
- Rulers of the Deep

### Najlepszy wykonawca arabski
- Abri
- Fayez
- Mohammed Hamaki
- Carole Samaha
- Karl Wolf

### Najlepszy węgierski wykonawca
- Beat Dis
- Gonzo
- Irie Maffia
- The Unbending Trees
- Žagar

### Najlepszy wykonawca turecki
- Emre Aydın
- Hayko Cepkin
- Hadise
- Sagopa Kajmer
- Hande Yener

### Najlepszy ukraiński wykonawca
- Boombox
- Druha Rika
- Esthetic Education
- Quest Pistols
- S.K.A.I.

### Najlepszy grecki wykonawca
- Cyanna
- Matisse
- Michalis Chadzijanis
- Stavento
- Stereo Mike

### Najlepszy izraelski wykonawca
- Asaf Avidan
- Cohen @ Mushon
- Izabo
- Kutiman
- Sziri Majmon

## Wybór artystów
- Lil Wayne

## Nagroda dla legendy
Sir Paul McCartney otrzymał nagrodę Ultimate Legend Award za swoje osiągnięcia oraz ponadprzeciętny wkład w muzykę.